# Gordonibacter urolithinfaciens
Gordonibacter urolithinfaciens es una bacteria grampositiva del género Gordonibacter. Fue descrita en el año 2014. Su etimología hace referencia a producción de urolitina. Es anaerobia estricta y móvil por flagelo subpolar. Tiene un tamaño de 0,5 μm de ancho por 1,11 μm de largo. Catalasa positiva. Forma colonias pequeñas, blancas y semitraslúcidas tras 3 días de incubación. Temperatura óptima de crecimiento de 37 °C. Tiene un genoma de 3,2 Mpb y un contenido de G+C de 66,4%. Se ha aislado de heces humanas de un paciente sano en España. Se ha observado que esta bacteria promueve el metabolismo del ácido elágico en el intestino de ratones.